# Kotlina Tuwińska
Kotlina Tuwińska (ros.: Тувинская котловина, Tuwinskaja kotłowina) – kotlina śródgórska w Tuwie, w Rosji, ograniczona Sajanem Wschodnim, Zachodnim, Ałtajem i górami Tannu-Oła, w górnym biegu rzeki Jenisej, zwanej na tym odcinku Uług-Chiem (tuw.: Ulug-Hem), i jej lewego dopływu, Chiemcziku. Rozciąga się na długości 400 km i szerokości od 25 do 60-70 km. Leży na wysokości 600–900 m n.p.m. Przeważa teren pagórkowato-równinny. Niski masyw górski Adar-Dasz rozdziela kotlinę na dwie części – wschodnią (Uług-Chiemskaja kotłowina) i zachodnią (Chiemczikskaja kotłowina). Na glebach kasztanowych występuje roślinność stepowa. Gospodarka regionu opiera się na hodowli i rolnictwie (pszenica, jęczmień, proso). Występują złoża węgla kamiennego. Największe miasta leżące w kotlinie to Kyzył, Szagonar, Czadan oraz Ak-Dowurak.